# Tyler Perry
Tyler Perry, nome artístico de Emmit Perry Jr. (Nova Orleans, 13 de setembro de 1969) é um ator, autor, diretor, roteirista, produtor e comediante americano.
Em 2011, a Forbes o listou como o homem mais bem pago do entretenimento.
Perry criou e interpreta a personagem Madea, uma mulher idosa e mal-humorada. Os filmes de Perry variam em estilo, e muitos de suas peças foram posteriormente adaptados para o cinema.
Ele escreveu e produziu peças teatrais no sul dos EUA durante os anos 1990 e início dos 2000. Em 2005, lançou se primeiro filme, Diário de uma Mulher Negra. Em 2009 foi classificado pela revista Forbes como o sexto homem mais bem pago em Hollywood. Até Julho de 2009 seus filmes haviam arrecadado cerca de 450 milhões de dólares ao redor do mundo.
Em 2010, lançou um novo filme, "For Colored Girls", desta vez um drama abordando questões como aborto e abuso sexual.